# Богдо Ула
Богдо Ула или Богдошан (на китайски: 博格达山; на пинин: Bógédá shãn; на монголски: Богд уул или нуруу) е планина в Централна Азия, в Северозападен Китай, в Синдзян-уйгурски автономен регион, съставна част на планинската система на Тяншан. Простира се на изток от град Урумчи, на около 300 km по паралела, ограждайкиТурфанската падина от север и Джунгарската равнина от юг. Най-високата точка е връх Богдо Ула със своите 5445 m, издигащ се в западната ѝ част. Изградена е предимно от докамбрийски и палеозойски скали. Склоновете ѝ са стръмни, а повечето от върховете ѝ са с алпийски характер. Има вечни снегове и ледници (основно в западната висока част). В долния планински пояс преобладават пустинните и степните ландшафти, на височина 1700 – 2900 m господстват ливадите и иглолистните гори (предимно по северните склонове), на 2900 – 3700 m – високопланински храсти и алпийски пасища, а най-горе е разположен нивалният пояс.